# Falsoorthrius minutus
Falsoorthrius minutus là một loài bọ cánh cứng trong họ Cleridae. Loài này được Pic miêu tả khoa học đầu tiên năm 1940.